# Brenda Lawson
Brenda Catherine Lawson (Nelson, 30 de octubre de 1967) es una deportista neozelandesa que compitió en remo.
Ganó tres medallas en el Campeonato Mundial de Remo entre los años 1993 y 1995. Participó en dos Juegos Olímpicos de Verano, ocupando el cuarto lugar en Barcelona 1992 y el sexto en Atlanta 1996, en la prueba de doble scull.

## Palmarés internacional
| Campeonato Mundial | Campeonato Mundial            | Campeonato Mundial | Campeonato Mundial |
| Año                | Lugar                         | Medalla            | Prueba             |
| ------------------ | ----------------------------- | ------------------ | ------------------ |
| 1993               | Račice (República Checa)      | Medalla de oro     | Doble scull        |
| 1994               | Indianápolis (Estados Unidos) | Medalla de oro     | Doble scull        |
| 1995               | Tampere (Finlandia)           | Medalla de bronce  | Doble scull        |